# C8000
O C8000 ou TMS320C8x é uma família de chip de processador de vídeo multimédia (MVP) que foi introduzido em 1994 pela Texas Instruments. A família inclui o TMS320C80 e uma versão reduzida chamada de TMS320C82. Este é um dos primeiros processadores single-chip que integraram a codificação MPEG-1. O TMS320C80 inclui quatro processadores de sinal digital com tecnologia  de processador de ponto flutuante RISC compatível com IEEE 754. A transferência de dados pode chegar a uma taxa de até 1,8Gbit/s para instruções e 2,4Gbit/s para dados 
Aplicações desses processadores multi-core incluem gráficos 3D e processamento de imagens, compressão digital e reprodução de áudio e vídeo, feeds de criptografia e descriptografia em tempo real e telecomunicações. Um chip MVP poderia substituir vários componentes diferentes, devido à integração de múltiplos processadores. Em 1997, a Texas Instruments lançou um emulador de software para o TMS320C8x.